# Studije kurikula
Studije kurikula su studije unutar naukovnih osnova koje se tiču razumijevanja kurikula kao aktivne snage ljudskog obrazovnog iskustva.

## Pregled
Specifična pitanja vezana uz nastavni plan su: 
- Što treba učiti u školama?
- Zašto to učiti? Tko bi to trebao učiti?
- Što znači biti obrazovan čovjek?

Komponente studija kurikula ispituju odnos između teorije kurikula i obrazovne prakse i odnos između školskog programa i konture društva, te kulture u kojima se škole nalaze. Postoje programi u području studija kurikula u nekoliko sveučilišta širom svijeta. Također, tudije kurikula su bili i prvi odsjek Američke obrazovne istraživačke udruge, poznate kao Odsjek B.
Važne knjige za studije kurikula su The Curriculum: Perspective, Paradigm, and Possibility Williama Schuberta (New York: Macmillan, 1986); Understanding Curriculum Williama Pinara (New York: Peter Lang Publishing, 1995). 
Studije kurikula su se pojavile kao prepoznatljiva struka u kasnim 1960-ima i početkom 1970-ih godina od strane profesora usmjerenih na razvoj nastavnih programa. Pomak od razvijanja i vrednovanja kurikula do njegova razumijevanja poznat je kao "rekonceptualizacija" polja nastavnog plana i programa.
Dio studija kurikula koji proučava kako društvo prenosi kulturu s koljena na koljeno se zove "skriveni kurikul". Na primjer, jedan od osnivača sociologije Emile Durkheim, primijetio je da se u školama više nauči nego što je navedeno u kurikulu udžbenika i nastavnih pomagala. U Moralnom odgoju Durkheim je pisao:
"U školi postoji cijeli sustav pravila koji unaprijed određuju ponašanje učenika. Ono mora redovito dolaziti na nastavu, mora stići u određeno vrijeme i uz odgovarajući stav. Ne smije poremetiti stvari tijekom nastave. Mora odraditi svoje zadatke i obavljati svoju zadaću razumno dobro. Postoji, dakle, niz obveza koje dijete treba obaviti. Te obveze zajedno čine instituciju škole kakvom je znamo. Upravo kroz praksu škole možemo potaknuti duh discipline u djetetu. (Durkheim, Emile (1961 [1925]), Moralni odgoj. New York, Free Press.s. 148)" 
Phillip W. Jackson (1968.) je uveo pojam "skriveni kurikul" u svojoj knjizi Život u učionicama. On je tvrdio da osnovna škola naglašava specifične vještine: mirno čekanje, suzdržanost, obavljanje zadataka do kraja, surađivanje, pokazujući odanost, kako nastavnicima, tako i kolegama, biti uredan i precizan, itd. (Jackson, Philip (1968), Život u učionicama.). Sociolog Robert Dreeben (1968. O tome što se uči u školi) je došao do sličnog zaključka da kurikul uči studente da "formiraju prolazne društvene odnose, gube mnogo svog osobnog identiteta i prihvaćaju legitimnost kategorijskog tretmana". Dreeben je tvrdio da formalno školovanje neizravno prenosi učenicima vrijednosti kao što su neovisnost i postignuća, bitni za njihovo kasnije članstvo u društvu. 
Od tada, istraživači kurikula iz spektra paradigmi - od konzervativnih strukturno-funkcionalnih do neo-marksista te narativnih i umjetničkih istraživača - su razmatrali formalni kurikul, iskusni kurikul i skriveni kurikul. Progresivni istraživači, kao što su Paul Willis (1977, Learning to Labor: How Working Class Kids Get Working Class Jobs), Jean Anyon (1980, Social Class and the Hidden Curriculum of Work, Journal of Education 162), te Annette Lareau (1989. Home Advantage: Social Class, and Parental Intervention in Elementary Education), i Annette Lareau (1989. Home Advantage: Social Class, and Parental Intervention in Elementary Education) su ispitali načine na koje skriveni i jasni kurikuli reproductiraju položaj društvene klase. Narativni i umjetnički istraživači kao što su Thomas Barone (2001, Touching Eternity: The Enduring Outcomes of Teaching) su raspravljali o dugoročnim učincima kurikuluma na studentske živote. 
Kritički teoretičari, kao što su Henry Giroux (1983. Theories of Reproduction and Resistance in the New Sociology of Education: A critical analysis, Harvard Educational Review 53), su počeli ispitivati uloge učenika i nastavnika u odluci kurikula, kako službenih tako i skrivenih. Takozvani "teoretičari otpora" su koncipirali studente i nastavnike kao aktivne agente koji rade na potiskivanju, odbacivanju ili promjeni kurikula. Istaknuli su da "kurikul" nije bio jedinstvena struktura, već nedosljedna, proturječna i kontradiktorna poruka. Drugi su istraživači ispitali interakcije između rasnih i etničkih kultura i dominantnih kurikula u školama. Na primjer, antropolog John Ogbu pregledava kurikul koji su utemeljili afro-američkih studenti (Signithia Fordham i John Ogbu 1986 "Black Students' School Success: Coping with the Burden of 'Acting White' The Urban Review 18). Kritički rasni teoretičari kao što je Daniel Solórzano ispitali su kako rasni stavovi predstavljaju još jedan "skriveni" kurikul u programima obrazovanja nastavnika (1997, Images and Words that Wound: Critical Race Theory and Racial Stereotyping, and Teacher Education, Teacher Education Quarterly, 24). Osim toga, Judith Stacey je predložila da su škole 60-ih godina prenijele skriveni kurikul koji je poticao seksistička uvjerenja, stavove i vrijednosti tog vremenskog razdoblja (1974 "And Jill Came Tumbling After Sexism in American Education").
Zainteresiranost za studij kurikula je stoga od sve veće važnosti za obrazovno istraživanje i filozofiju obrazovanja. 

## Sveučilišni programi
- Arizona State University in Tempe, Arizona, SAD.
- Ontario Institute for Studies in Education, Sveučilište u Torontu http://www.oise.utoronto.ca/ctl/Prospective_Students/CTL_Graduate_Programs/Curriculum_Studies_and_Teacher_Development_%28CSTD%29/index.html  Arhivirana inačica izvorne stranice od 1. srpnja 2017. (Wayback Machine)
- University of British Columbia in Vancouver: www.ubc.ca
- University of Illinois at Chicago: http://www.uic.edu/gcat/EDCIE.shtml#e
- Monmouth University, West Long Branch, New Jersey: www.monmouth.edu
- Arcadia University, Philadelphia, PA, S  Arhivirana inačica izvorne stranice od 6. lipnja 2012. (Wayback Machine)AD
- Georgia Southern University, Statesboro, GA, SAD
- University of Alberta in Edmonton: http://www.uofaweb.ualberta.ca/secondaryed/  Arhivirana inačica izvorne stranice od 16. siječnja 2007. (Wayback Machine)
- North West University, North West, South Africa
- Indiana University, Bloomington, IN: www.iub.edu
- Purdue University: http://www.edci.purdue.edu/curriculum_studies/  Arhivirana inačica izvorne stranice od 29. kolovoza 2016. (Wayback Machine)
- Texas Christian University: https://web.archive.org/web/20140225210058/http://www.coe.tcu.edu/graduate-students-curriculum-studies.asp
- Brock University, St.Catharines, Ontario, Kanada: http://www.brocku.ca/education/futurestudents/graduateed/mastersofed/program-description Curriculum Studies is now known as Social and Cultural Contexts of Education (*due to the change of the MEd program requirements commencing in 2008-09 http://www.brocku.ca/webcal/2007/graduate/educ.html)
- Oklahoma State University, Stillwater, OK: http://education.okstate.edu/cied
- Western University, London, ON : http://www.edu.uwo.ca/graduate-education/Program%20Brochures/PhD%20-%20Field%20of%20Curriculum%20Studies.pdf  Arhivirana inačica izvorne stranice od 8. ožujka 2016. (Wayback Machine)

## Linkovi
1. ↑  Pacheco, Jose, Augusto. 2012. Curriculum studies: What is the field today? (PDF). Journal of the American Association for the Advancement of Curriculum Studies. 8: 18
2. ↑  Smith, Mark, K. Curriculum theory and practice. infed.org. The Encyclopaedia of Informal Education. Pristupljeno 18. siječnja 2015.
3. ↑  Stacey, Judith, et al. (eds.) (1974). And Jill Came Tumbling After: Sexism in American Education. New York: Dell.